# Киброн (полуостров)
Кибро́н (фр. Presqu’île de Quiberon) — узкий полуостров на южном побережье Бретани, вдающийся в Бискайский залив Атлантического океана; территория департамента Морбиан (56).

## Коммуны

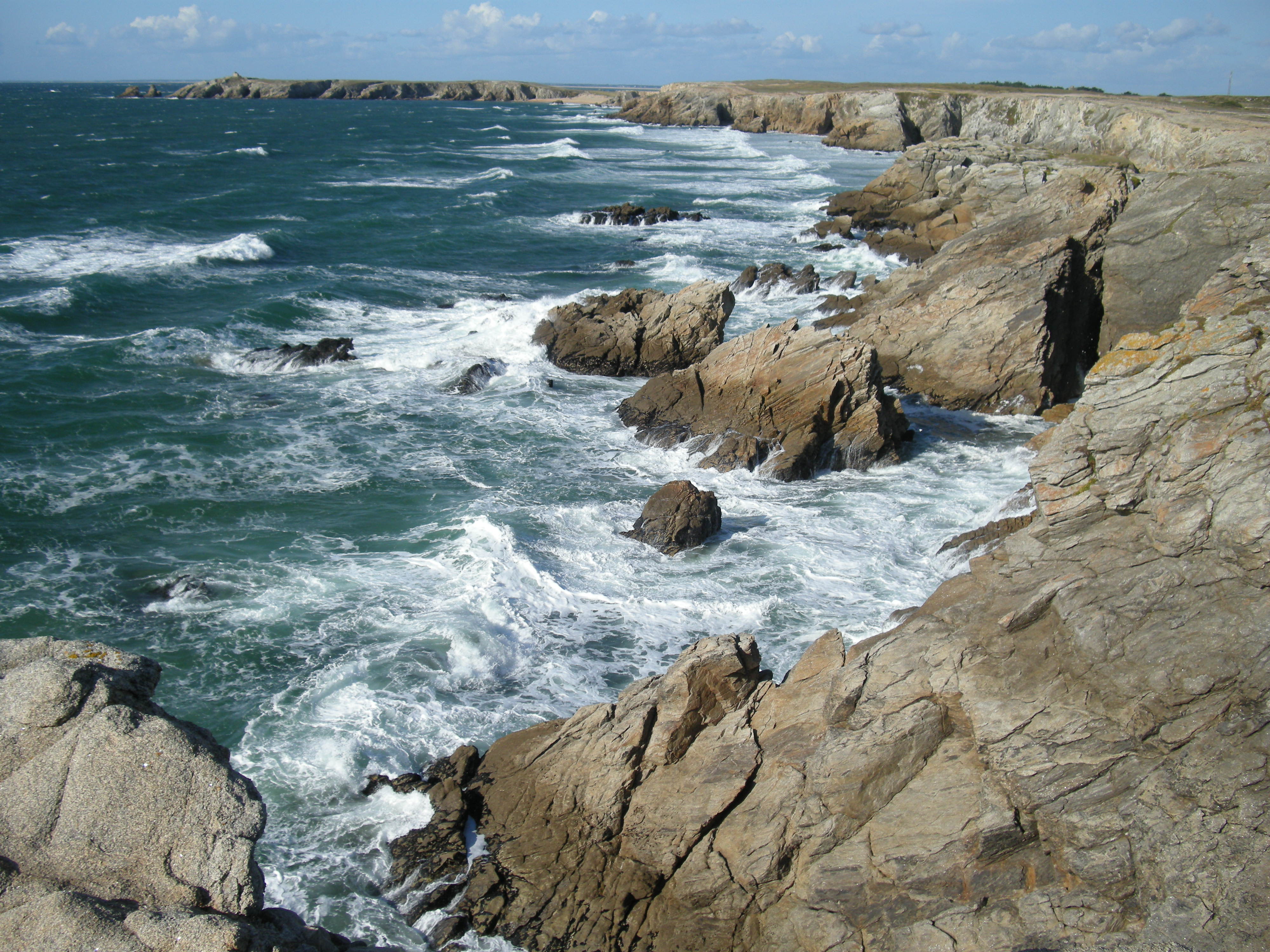
Часть побережья полуострова Киброн называется «Дикий берег» (La Côte Sauvage)

Население полуострова проживает в двух коммунах:
- Киброн
- Сен-Пьер-Киброн[фр.]

## История
Полуостров Киброн приобрёл особую известность со времени экспедиции 1795 года, предпринятой французскими эмигрантами для поддержания роялистского восстания в северо-западной части Франции. Экспедиция закончилась разгромом эмигрантов в битве при Кибероне.